# Стандартный алфавит Лепсиуса
Стандартный алфавит Лепсиуса — алфавит на основе латиницы, разработанный Карлом Рихардом Лепсиусом. Изначально использовался для транскрипции египетских иероглифов и был расширен для записи африканских языков, был опубликован в 1854 и 1855 годах и в пересмотренном издании в 1863.

## Гласные
Долгота гласного обозначается макроном (ā), а краткость — краткой (ă). Гласные нижнего подъёма обозначаются макроном снизу (e̱), а гласные верхнего подъёма — точкой снизу (ẹ). Огублённые гласные переднего ряда пишутся с умлаутом (ö [ø] и ü [y]) сверху или снизу, если сверху стоит знак долготы (например, ṳ̄ и ṳ̆). Неогублённые гласные заднего ряда обозначаются левым уголком снизу (˻) с буквами e или i (не представлен в Юникоде в виде комбинируемого символа). Гласные среднего ряда могут быть обозначены как одни из этих или как редуцированные.
Носовые гласные обозначаются тильдой сверху, как и в Международном фонетическом алфавите (ã).
Кружок снизу обозначает шва (e̥, также ḁ и т. д. для других редуцированных гласных) и слоговые согласные (r̥ и l̥).
Дифтонги не имеют какого-либо специального обозначения, они просто записываются соседствующими символами (ai [ai̯]). Знак краткости может быть использован для обозначения того, какой звук дифтонга является полугласным (uĭ, ŭi). Гласные в зиянии могут быть обозначены диерезисом при необходимости (aï [a.i]).
Остальные гласные — это: a с подстрочной e для обозначения [æ], a с подстрочной o для обозначения [ɒ] и o̩ для обозначения [ʌ] или, возможно, [ɐ]. Английский слоговой [ɝ] обозначается как ṙ̥.
Ударение обозначается акутом для долгих гласных (á) и грависом для кратких (à).

## Согласные
Буквы алфавита Лепсиуса, за исключением букв с закономерными диакритическими знаками:
| Буква | МФА             | Название звука                                           |
| ----- | --------------- | -------------------------------------------------------- |
|       | [ʔ]             | гортанная смычка                                         |
| ꜣ     | [ʕ]             | звонкий фарингальный фрикативный согласный               |
| h     | [h]             | глухой глоттальный фрикативный согласный                 |
| h̔     | [ħ]             | глухой фарингальный фрикативный согласный                |
| q     | [q]             | глухой увулярный взрывной согласный                      |
| k     | [k]             | глухой велярный взрывной согласный                       |
| g     | [ɡ]             | звонкий велярный взрывной согласный                      |
| ṅ     | [ŋ]             | велярный носовой согласный                               |
| ꭓ     | [x]             | глухой велярный фрикативный согласный                    |
| ɣ     | [ɣ]             | звонкий велярный фрикативный согласный                   |
| ṙ     | [ʀ]             | увулярный дрожащий согласный                             |
| š     | [ʃ]             | глухой постальвеолярный фрикативный согласный            |
| č     | то же, что и tš | то же, что и tš                                          |
| c̀     | то же, что и tš́ | то же, что и tš́                                          |
| ž     | [ʒ]             | звонкий постальвеолярный фрикативный согласный           |
| ǰ     | то же, что и dž | то же, что и dž                                          |
| j̀     | то же, что и dž́ | то же, что и dž́                                          |
| y, j  | [j]             | палатальный аппроксимант                                 |
| t     | [t]             | глухой альвеолярный взрывной согласный                   |
| ț     | то же, что и ts | то же, что и ts                                          |
| d     | [d]             | звонкий альвеолярный взрывной согласный                  |
| d̦     | то же, что и dz | то же, что и dz                                          |
| n     | [n]             | альвеолярный носовой согласный                           |
| s     | [s]             | глухой альвеолярный фрикативный согласный                |
| z     | [z]             | звонкий альвеолярный фрикативный согласный               |
|       | [θ]             | глухой зубной фрикативный согласный                      |
| ẟ     | [ð]             | звонкий зубной фрикативный согласный                     |
| r     | [r]             | альвеолярный дрожащие согласные                          |
| l     | [l]             | альвеолярный боковой аппроксимант                        |
| ł     | [ɫ]             | звонкий веляризованный альвеолярный боковой аппроксимант |
| p     | [p]             | глухой губно-губной взрывной согласный                   |
| b     | [b]             | звонкий губно-губной взрывной согласный                  |
| m     | [m]             | губно-губной носовой согласный                           |
| f     | [f]             | глухой губно-зубной фрикативный согласный                |
| v     | [v]             | звонкий губно-зубной фрикативный согласный               |
| w     | [w]             | звонкий лабиовелярный аппроксимант                       |
| ǀ     | [ǀ]             | зубной щёлкающий согласный                               |
| ǁ     | [ǁ]             | боковой щёлкающий согласный                              |

Остальные согласные звуки могут быть образованы из этих. Например, палатальные и палатализованные согласные обозначаются акутом: ḱ [c], ǵ [ɟ], ń [ɲ], χ́ [ç], š́ [ɕ], ɣ́ [ʝ], ž́ [ʑ], ĺ [ʎ], ‘ĺ [], ǀ́ [ǂ], ṕ [pʲ] и др. Они также могут быть обозначены как ky, py и т. д.
Лабиализованные велярные согласные обозначаются точкой сверху: ġ [ɡʷ], n̈ [ŋʷ] и др. Точка над не велярной буквой, как у ṅ и ṙ в таблице выше, обозначает гортанную артикуляцию.
Ретрофлексные согласные обозначаются точкой снизу: ṭ [ʈ], ḍ [ɖ], ṇ [ɳ], ṣ [ʂ], ẓ [ʐ], ṛ [ɽ], ḷ [ɭ] и ǀ̣ [ǃ].
Семитские «эмфатические» согласные обозначаются макроном снизу: ṯ [tˤ], ḏ [dˤ], s̱ [sˤ], ẕ [zˤ], ẟ̱ [ðˤ], ḻ [lˤ].
Придыхательные согласные обычно обозначаются с помощью h: kh [kʰ], но также используется перевёрнутая запятая сверху (греческая дасия): k̒ [kʰ], g̒ [ɡʱ]. Перевёрнутая запятая также обозначает глухие сонорные согласные: m̒ [m̥], ‘l [ɬ].
Аффрикаты обычно записываются диграфами, например, tš обозначает [t͡ʃ]. Но отдельные буквы — č [t͡ʃ], ǰ [d͡ʒ], c̀ [t͡ɕ], j̀ [d͡ʑ], ț [t͡s] и d̦ [d͡z] также используются для некоторых аффрикат.
Имплозивные согласные обозначаются макроном: b̄ [ɓ], d̄ [ɗ], j̄ [ʄ], ḡ [ɠ]. Как и с гласными, долгие (удвоенные) согласные также могут быть обозначены макроном, но эта транскрипция может быть неоднозначной.
Лепсиус, как правило, характеризует абруптивные согласные как непридыхательные и записывает их с греческой псили (p’, t’ и т. д.), что может являться источником современного обозначения для абруптивных согласных в МФА. Однако, когда он понял, что при их произношении наблюдалась некоторая активность в горле, он обозначил их в качестве эмфатических.
При написании согласных букв, которые произносятся одинаково, но этимологически различны, как в армянском языке, символы исходного алфавита или романизации могут быть заимствованы. Аналогично, символы уникальных звуков, таких как чешское ř, могут быть заимствованы в транскрипцию Лепсиуса. Так, Лепсиус использовал подстрочную r с t и d (t᷊, d᷊)  для обозначения некоторых слабо изученных звуков в дравидийских языках.
Стандартная замена строчных на заглавные (капитализация) также используется. Например, при записи текста заглавными ɣ заменяется на Γ (как в слове AFΓAN «Афган»).

## Тоны
Тоны обозначаются с помощью акута и грависа в правой верхней или нижней части буквы. Они могут быть подчёркнуты для различения всех восьми возможных тонов.
Тоны не обозначаются однозначно, система изменяется для каждого языка. Например, акут может указывать на высокий тон, восходящий тон, или, в китайском, тон под названием «восходящий» (上) по историческим причинам.
| Стандартный алфавит | «Спокойное» значение | Контурное значение |
| ------------------- | -------------------- | ------------------ |
| ma´                 | [má]                 | [mǎ]               |
| ma                  | [mā]                 |                    |
| ma`                 | [mà]                 | [mâ]               |

Низкий восходящий и нисходящий тоны можно отличить от высоких восходящего и нисходящего тонов с помощью подчёркивания: ma´̠, ma`̠. Подчеркивание также обозначает китайские тоны инь из-за ошибочного мнения, что это низкие тоны. Два дополнительных знака тональности без какого-либо определённого фонетического значения используются для китайского языка: «спокойный» maˏ (平) и «остановленный» maˎ (入); они также могут быть подчёркнуты.